# Cheikh Hamidou Kane Mathiara
Pour les articles homonymes, voir Kane.
Ne doit pas être confondu avec Cheikh Hamidou Kane.
Cheikh Hamidou Kane, dit « Mathiara », né le 18 décembre 1939 à Dagana dans le Walo et mort le 15 mai 2009 à Dakar, est un économiste et un homme politique sénégalais, ancien membre du Parti socialiste (PS), puis de l'Alliance des forces du progrès (AFP), qui fut plusieurs fois ministre sous la présidence d'Abdou Diouf.

## Biographie
Originaire du Fouta, Cheikh Hamidou Kane effectue d'abord sa scolarité à Matam où son père est chef des services financiers trésorier payeur du cercle de Matam. Il débute en 1945 ses études coraniques qu'il achève avec brio en 1951 (en 6 ans) l'année où il obtient son entrée en sixième. C'est ce qui lui a valu le surnom de Mathiara,talibé Almoudo. Il intègre la même année l'École normale William-Ponty, dont il est exclu en 1959 à l'occasion d'une grève. Il se prépare alors seul au baccalauréat, puis s'inscrit à l'Université de Dakar et, après la licence, intègre la section économique et financière de l'École nationale d'administration du Sénégal (ENAS), dont il sort diplômé en 1967. Il fait ses premières expériences sur le terrain en France, d'abord au ministère de l'Économie et des Finances, puis à la préfecture de Poitiers, avant de rentrer dans son pays en 1968.
Au Sénégal il occupe successivement divers postes dans la haute fonction publique, notamment au ministère de l'Économie et des Finances. En 1981, il est nommé directeur de la Dette et des Investissements au ministère de l'Économie et des Finances puis directeur du contrôle économique ensuite directeur du commerce intérieur et des prix et enfin directeur du commerce extérieur. Il est nommé par la suite entre 1984 et 1990 directeur de la Compagnie sénégalaise d'assurances et de réassurances (CSAR) qui deviendra AXA Assurances.
En mars 1990, il est nommé ministre délégué à la Présidence chargé de l'Intégration économique africaine. Puis d'autres responsabilités ministérielles lui sont confiées : il est ministre délégué auprès du Développement rural chargé de l'Hydraulique d'avril 1991 à juin 1993, puis ministre du Commerce et de l'Artisanat de juin 1993 à mars 1995. Le 15 mars 1995, il est nommé ministre des Forces armées dans le Troisième gouvernement de Habib Thiam et conserve ce portefeuille dans celui de Mamadou Lamine Loum. Ses fonctions ministérielles s'achèvent en 2000 avec l'alternance et l'arrivée au pouvoir d'Abdoulaye Wade et du Parti démocratique sénégalais (PDS).
Longtemps membre du Parti socialiste, il rejoint l'Alliance des forces du progrès (AFP) de Moustapha Niasse – qu'il avait connu dès l'Université –, fait partie du Bureau politique de l'AFP et en devient le coordonnateur régional à Matam.
De 2001 à 2007 il fut député de l'AFP à l'assemblée nationale.
Il s'implique encore dans la campagne des élections locales de 2009, mais, souffrant depuis plusieurs mois, il est d'abord soigné en France, puis ramené au Sénégal. Il meurt à Dakar le 15 mai 2009 et est inhumé au cimetière musulman de Yoff.